# Didnoks naturreservat
Didnoks naturreservat är ett naturreservat i Jokkmokks kommun i Norrbottens län.
Området är naturskyddat sedan 2020 och är 198 hektar stort. Reservatet ligger söder om Jokkmokk på berget Didnok och består av hällmarker på toppen och tall- och barrblandskog på sluttningarna.